# 古谷法夫
古谷 法夫（ふるや のりお、1921年7月27日 - 没年不明）は、栃木県宇都宮市出身の元プロ野球選手（投手）・コーチ。

## 来歴・人物
宇都宮実業では1938年と1939年に夏の甲子園北関東大会へ進出するも、1938年は初戦、1939年には準決勝でそれぞれ敗退して甲子園に出場する事はできなかった。
高校卒業後は1940年に法政大学へ進学するも中退し、1941年に東京鉄道局へ入社。南安男と並ぶ主戦投手になり、1942年と1946年の都市対抗に出場するが、それぞれ準々決勝で敗退。
コロムビア移籍後はエースとして活躍し、1950年に国鉄スワローズへ入団。1年目は結成第1戦となる3月10日の大洋戦（下関）に先発登板する予定であったが、緊張と重圧に耐えきれずに「はたして自分に開幕投手が務まるのだろうか?」と思い悩み、この日は「病院に行ってくる」と宿舎を出たきり戻らなかった。開幕投手が失踪というまさかの事態に、西垣徳雄監督は急遽成田啓二を代役として先発させたが、0-2で敗れ、新生球団の歴史的第1戦を白星で飾れなかった。古谷は5回を過ぎたあたりに連絡を入れてきたが、怒った西垣は罰金3000円を科した。チームは7月末までに15勝52敗1分と壊滅状態の中でドロップを武器に6勝を挙げ、金田正一が入団するまでチームを支えた。金田は古谷を兄のように慕い、金田のドロップは、古谷を真似て投げ始めたものであった。3年目の1952年に金田が先輩から「生意気だ。お前のピッチングはメチャクチャだ。一人相撲を取るな」と言われたときには、「カネ、ひがむやつはひがませておけ。お前は大投手になる宿命にあるんだ。そんな言葉には耳をかすな」と励ましたこともあった。1950年シーズン後半は9連敗もあり9勝に終わるが、救援投手となった2年目の1951年は6勝、3年目の1952年には3勝をマーク。防御率は良くなっていったものの、1953年からは登板数も減って1勝も出来なくなり、1955年退団。
退団後の1956年には藤田宗一・初岡栄治と共に日本通運へ入社し、創部1年目の浦和野球部に選手として入部すると、コーチ兼任としてプレーした1957年限りで現役を引退。
引退後は日通浦和投手コーチ（1958年 - 1967年）→日通名古屋監督（1968年 - 1969年）を歴任し、日通浦和では堀本律雄・渋谷誠司・妻島芳郎・田中章・金田留広らプロ野球選手を輩出したほか、1964年の都市対抗優勝に貢献。
1969年オフには東京都目黒区の金田宅で野村克也選手兼任監督に要請され、1970年からは南海ホークス一軍投手コーチに就任。
ホテルニューナゴヤで正式に入団契約し、在任中は1年目の佐藤道郎に「頭を使う投球」を教えたが、ある選手を指導した際に「それはアマチュアでしょ、プロではダメです」など面と向かって言われるようになり、寮長兼任となった1971年退任。
退任後の1972年からはスカウトとなり、古巣の日通から村上之宏を獲得した。

## 詳細情報

### 年度別投手成績
| 年 度     | 球 団     | 登 板 | 先 発 | 完 投 | 完 封 | 無 四 球 | 勝 利 | 敗 戦 | セ 丨 ブ | ホ 丨 ル ド | 勝 率 | 打 者 | 投 球 回 | 被 安 打 | 被 本 塁 打 | 与 四 球 | 敬 遠 | 与 死 球 | 奪 三 振 | 暴 投 | ボ 丨 ク | 失 点 | 自 責 点 | 防 御 率 | W H I P |
| --------- | --------- | ----- | ----- | ----- | ----- | -------- | ----- | ----- | -------- | ----------- | ----- | ----- | -------- | -------- | ----------- | -------- | ----- | -------- | -------- | ----- | -------- | ----- | -------- | -------- | ------- |
| 1950      | 国鉄      | 49    | 26    | 9     | 1     | 2        | 9     | 19    | --       | --          | .321  | 1020  | 233.2    | 249      | 20          | 86       | --    | 0        | 65       | 4     | 2        | 136   | 104      | 4.00     | 1.43    |
| 1951      | 国鉄      | 45    | 4     | 0     | 0     | 0        | 6     | 7     | --       | --          | .462  | 627   | 145.2    | 168      | 10          | 46       | --    | 1        | 39       | 2     | 0        | 78    | 62       | 3.82     | 1.47    |
| 1952      | 国鉄      | 31    | 3     | 1     | 0     | 0        | 3     | 5     | --       | --          | .375  | 408   | 98.2     | 97       | 5           | 23       | --    | 0        | 23       | 2     | 1        | 44    | 33       | 3.00     | 1.22    |
| 1953      | 国鉄      | 14    | 0     | 0     | 0     | 0        | 0     | 0     | --       | --          | ----  | 110   | 24.2     | 32       | 1           | 8        | --    | 0        | 6        | 0     | 0        | 13    | 7        | 2.52     | 1.62    |
| 1954      | 国鉄      | 18    | 4     | 0     | 0     | 0        | 0     | 0     | --       | --          | ----  | 222   | 57.0     | 46       | 4           | 8        | --    | 1        | 20       | 0     | 0        | 18    | 15       | 2.37     | 0.95    |
| 1955      | 国鉄      | 6     | 0     | 0     | 0     | 0        | 0     | 0     | --       | --          | ----  | 54    | 10.1     | 16       | 3           | 5        | 1     | 0        | 4        | 0     | 0        | 13    | 9        | 7.36     | 2.03    |
| 通算：6年 | 通算：6年 | 163   | 37    | 10    | 1     | 2        | 18    | 31    | --       | --          | .367  | 2441  | 570.0    | 608      | 43          | 176      | 1     | 2        | 157      | 8     | 3        | 302   | 230      | 3.63     | 1.38    |

### 背番号
- 18 （1950年 - 1955年）
- 71 （1970年 - 1971年）